# За межами міста
«За межами міста» — радянський чорно-білий художній фільм-драма 1960 року, знятий режисером Вадимом Лисенком на кіностудії «Молдова-фільм».

## Сюжет
Кінець п'ятдесятих років… Дія фільму відбувається на околиці Кишинева. Там живе сім'я Чеботару — Тома, Марія та їхня дочка Віра. Віра нещодавно закінчила школу. Сім'я не бідна — має свій будинок, город, корову. Батьки не проти, щоб Віра вийшла заміж за Раду — працьовитого хлопця, що накопичив заощадження. Як тільки він добудує новий будинок — можна буде зіграти весілля. Але під впливом молодого інженера Маріна — Віра змінює свої погляди. Вона йде працювати на будівництво. Виростає гарне місто. На місці старих дерев'яних будівель з'являються нові впорядковані будинки. Тома Чеботару не хотів розлучатися зі старим житлом, але і йому доводиться врешті-решт поступитися своїм принципам.

## У ролях
- В'ячеслав Шалевич — Раду
- Володимир Ємельянов — Тома Чеботару
- Домника Дарієнко — Марія Чеботару
- Марина Гаврилко — Фресіна
- Вадим Захарченко — Гіце
- Віктор Уральський — Рудий
- Євген Кудряшов — Василь
- Людмила Бутеніна — Віра
- Юрій Кірєєв — Санду
- Павло Грубник — Марін
- Андрій Нагіц — перший забудовник
- Євген Лазарев — епізод
- Кирило Штирбу — другий забудовник
- Спіру Харет — епізод
- Юхим Лазарев — кранівник
- Володимир Прохоров — епізод

## Знімальна група
- Режисер — Вадим Лисенко
- Сценаристи — Вадим Лисенко, Юліу Едліс
- Оператор — Леонід Проскуров
- Композитор — Давид Федов
- Художник — Антон Матер